# كأس الكونكاكاف الذهبية 2021
كأس الكونكاكاف الذهبية 2021 هي النسخة الـ16 من كأس الكونكاكاف الذهبية، بطولة كرة القدم الدولية للرجال التي تنظم كل سنتين من قبل مجلس أمريكا الشمالية وأمريكا الوسطى والكاريبي الحاكم لكرة القدم.
وكان من المقرر في الأصل أن تقام البطولة في الفترة من 2 إلى 25 يوليو 2021، ولكن أعيد تحديد موعدها في وقت لاحق في الفترة من 10 يوليو إلى 1 أغسطس. منتخب الولايات المتحدة الأمريكية هو الفائز باللقب بعد تغلبه على منتخب المكسيك. ولأول مرة، يستخدم نظام حكم الفيديو المساعد (فار) في البطولة.

## الفرق المؤهلة

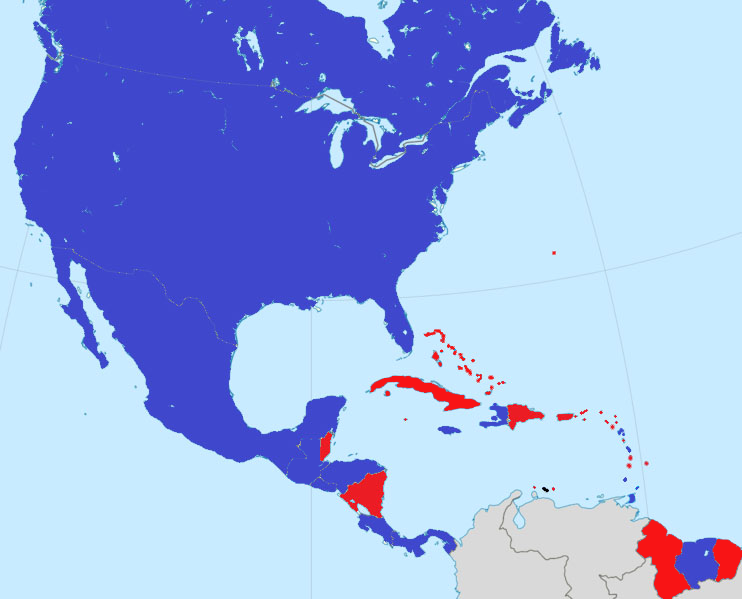
الفريق تأهل إلى الكأس الذهبية
الفريق فشل في التأهل

12 فريقًا تأهلت مباشرة عن طريق دوري أمم الكونكاكاف 2019-20. هؤلاء كَانوا الأربعة الفائزين مِنْ الدوري أ، أربعة وصيفين مجموعاتِ - مِنْ الدوريِ أ ورابحو المجموعات الأربعةِ مِنْ الدوري ب.
وعلاوة على ذلك، تم إدخال اثني عشر فريقًا في بطولة تصفيات الكأس الذهبية للكونكاكاف 2021، استنادًا أيضًا إلى نتائج دوري الأمم للكونكاكاف 2019–20. وكانت هذه الفرق هي الفرق الأربعة التي تحتل المركز الثالث في الدوري ألف، ومتسابقي المجموعات الأربعة - الدوري باء، والفائزين بالمجموعات الأربعة من الدوري جيم.
في 9 يوليو 2021، أعلن الكونكاكاف أن كوراساو لن يشارك في البطولة بسبب العدد الكبير من حالات كوفيد-19 داخل الفريق. تم استبدالهم في المجموعة «أ» من قبل غواتيمالا، الفريق التالي الأعلى مرتبة في التصفيات.
1. ↑  في الأصل ، كانت كوراساو ستشارك في البطولة. في 9 يوليو 2021، أُزيلت كوراساو كمشارك بسبب تفشّي كوفيد وحلت غواتيمالا محلها.[4]

## السحب النهائي
جرت قرعة دور المجموعات في ميامي، فلوريدا في 28 سبتمبر 2020، الساعة 20:00 بالتوقيت الشرقي النهاري (توقيت عالمي منسق-4)، إلى جانب قرعة الجولة التمهيدية. وكانت هذه أول قرعة دور مجموعات على الإطلاق للكأس الذهبية.

## قوائم الفرق
كان على كل فريق أن يقدم قائمة تضم 23 لاعبًا (ثلاثة منهم يجب أن يكونوا حراس مرمى).

## مسؤولو المباريات
في 29 يونيو 2021، أعلن الكونكاكاف عن تعيين ما مجموعه 19 حكمًا و25 حكمًا مساعدًا و12 حكم فيديو مساعد للبطولة.

## مرحلة المجموعات
وقد أعلن عن جدول المباريات في 13 مايو 2021.

### المجموعة أ
| م | الفريق           | لعب | ف | ت | خ | أ.له | أ.ع | أ.ف | نقاط | التأهل                       |
| - | ---------------- | --- | - | - | - | ---- | --- | --- | ---- | ---------------------------- |
| 1 | المكسيك          | 3   | 2 | 1 | 0 | 4    | 0   | +4  | 7    | تقدم إلى مرحلة خروج المغلوب ‏ |
| 2 | السلفادور        | 3   | 2 | 0 | 1 | 4    | 1   | +3  | 6    | تقدم إلى مرحلة خروج المغلوب ‏ |
| 3 | ترينيداد وتوباغو | 3   | 0 | 2 | 1 | 1    | 3   | −2  | 2    |                              |
| 4 | غواتيمالا        | 3   | 0 | 1 | 2 | 1    | 6   | −5  | 1    |                              |

| المكسيك | 0–0   | ترينيداد وتوباغو |
| ------- | ----- | ---------------- |
|         | تقرير |                  |

| السلفادور                  | 2–0   | غواتيمالا |
| -------------------------- | ----- | --------- |
| - رولدان 81' - ريفاس 90+6' | تقرير |           |

| ترينيداد وتوباغو | 0–2   | السلفادور                                  |
| ---------------- | ----- | ------------------------------------------ |
|                  | تقرير | - خايرو هينريكز 30' - والمر مارتينيز 90+1' |

| غواتيمالا | 0–3   | المكسيك                           |
| --------- | ----- | --------------------------------- |
|           | تقرير | - فونيس موري 29'، 55' - بنيدا 79' |

| المكسيك | ضد | السلفادور |
| ------- | -- | --------- |
|         |    |           |

| غواتيمالا | ضد | ترينيداد وتوباغو |
| --------- | -- | ---------------- |
|           |    |                  |

### المجموعة ب
| م | الفريق               | لعب | ف | ت | خ | أ.له | أ.ع | أ.ف | نقاط | التأهل                        |
| - | -------------------- | --- | - | - | - | ---- | --- | --- | ---- | ----------------------------- |
| 1 | الولايات المتحدة (H) | 3   | 3 | 0 | 0 | 8    | 1   | +7  | 9    | التقدم إلى مرحلة خروج المغلوب |
| 2 | كندا                 | 3   | 2 | 0 | 1 | 8    | 3   | +5  | 6    | التقدم إلى مرحلة خروج المغلوب |
| 3 | هايتي                | 3   | 1 | 0 | 2 | 3    | 6   | −3  | 3    |                               |
| 4 | مارتينيك             | 3   | 0 | 0 | 3 | 3    | 12  | −9  | 0    |                               |

| كندا                                                   | 4–1   | مارتينيك              |
| ------------------------------------------------------ | ----- | --------------------- |
| - لارين 16' - أوسوريو 20' - أوستاكيو 26' - كوربينو 89' | تقرير | - إيمانويل ريفيير 10' |

| الولايات المتحدة | 1–0   | هايتي |
| ---------------- | ----- | ----- |
| فاينس 8'         | تقرير |       |

| هايتي              | 1–4   | كندا                                                                         |
| ------------------ | ----- | ---------------------------------------------------------------------------- |
| ستيفان لامبيسي 56' | تقرير | - ستيفن أوستاكيو 5' - كايل لارين 51'، 74' (ركلة.) - ديفيد هويليت 79' (ركلة.) |

| مارتينيك | 1–6 | الولايات المتحدة |
| -------- | --- | ---------------- |
|          |     |                  |

| مارتينيك | 1–2 | هايتي |
| -------- | --- | ----- |
|          |     |       |

| الولايات المتحدة | 1–0   | كندا |
| ---------------- | ----- | ---- |
| - مور 1'         | تقرير |      |

### المجموعة ج
| م | الفريق    | لعب | ف | ت | خ | أ.له | أ.ع | أ.ف | نقاط | التأهل                       |
| - | --------- | --- | - | - | - | ---- | --- | --- | ---- | ---------------------------- |
| 1 | كوستاريكا | 3   | 3 | 0 | 0 | 6    | 2   | +4  | 9    | تقدم إلى مرحلة خروج المغلوب ‏ |
| 2 | جامايكا   | 3   | 2 | 0 | 1 | 4    | 2   | +2  | 6    | تقدم إلى مرحلة خروج المغلوب ‏ |
| 3 | سورينام   | 3   | 1 | 0 | 2 | 3    | 5   | −2  | 3    |                              |
| 4 | غوادلوب   | 3   | 0 | 0 | 3 | 3    | 7   | −4  | 0    |                              |

| جامايكا                      | 2–0   | سورينام |
| ---------------------------- | ----- | ------- |
| - نيشولسون 6' - بوبي ريد 26' | تقرير |         |

| كوستاريكا                              | 3–1   | غوادلوب        |
| -------------------------------------- | ----- | -------------- |
| - كامبل 6' - لاسييتير 21' - بورخيس 70' | تقرير | - ميرفال 45+5' |

| غوادلوب | 1–2 | جامايكا |
| ------- | --- | ------- |
|         |     |         |

| سورينام | 1–2 | كوستاريكا |
| ------- | --- | --------- |
|         |     |           |

| كوستاريكا | ضد | جامايكا |
| --------- | -- | ------- |
|           |    |         |

| سورينام | ضد | غوادلوب |
| ------- | -- | ------- |
|         |    |         |

### المجموعة د
| م | الفريق  | لعب | ف | ت | خ | أ.له | أ.ع | أ.ف | نقاط | التأهل                       |
| - | ------- | --- | - | - | - | ---- | --- | --- | ---- | ---------------------------- |
| 1 | قطر     | 3   | 2 | 1 | 0 | 9    | 3   | +6  | 7    | تقدم إلى مرحلة خروج المغلوب ‏ |
| 2 | هندوراس | 3   | 2 | 0 | 1 | 7    | 4   | +3  | 6    | تقدم إلى مرحلة خروج المغلوب ‏ |
| 3 | بنما    | 3   | 1 | 1 | 1 | 8    | 7   | +1  | 4    |                              |
| 4 | غرينادا | 3   | 0 | 0 | 3 | 1    | 11  | −10 | 0    |                              |

## وصلات خارجية
- الموقع الرسمي